# Радониці
Радониці (пол. Radonice) — село в Польщі, у гміні Блоне Варшавського-Західного повіту Мазовецького воєводства.
Населення — 211 осіб (2011).
У 1975-1998 роках село належало до Варшавського воєводства.

## Демографія
Демографічна структура станом на 31 березня 2011 року:
|          | Загалом | Допрацездатний вік | Працездатний вік | Постпрацездатний вік |
| -------- | ------- | ------------------ | ---------------- | -------------------- |
| Чоловіки | 100     | 24                 | 58               | 18                   |
| Жінки    | 111     | 20                 | 64               | 27                   |
| Разом    | 211     | 44                 | 122              | 45                   |